# Collège Jésuite de Český Krumlov

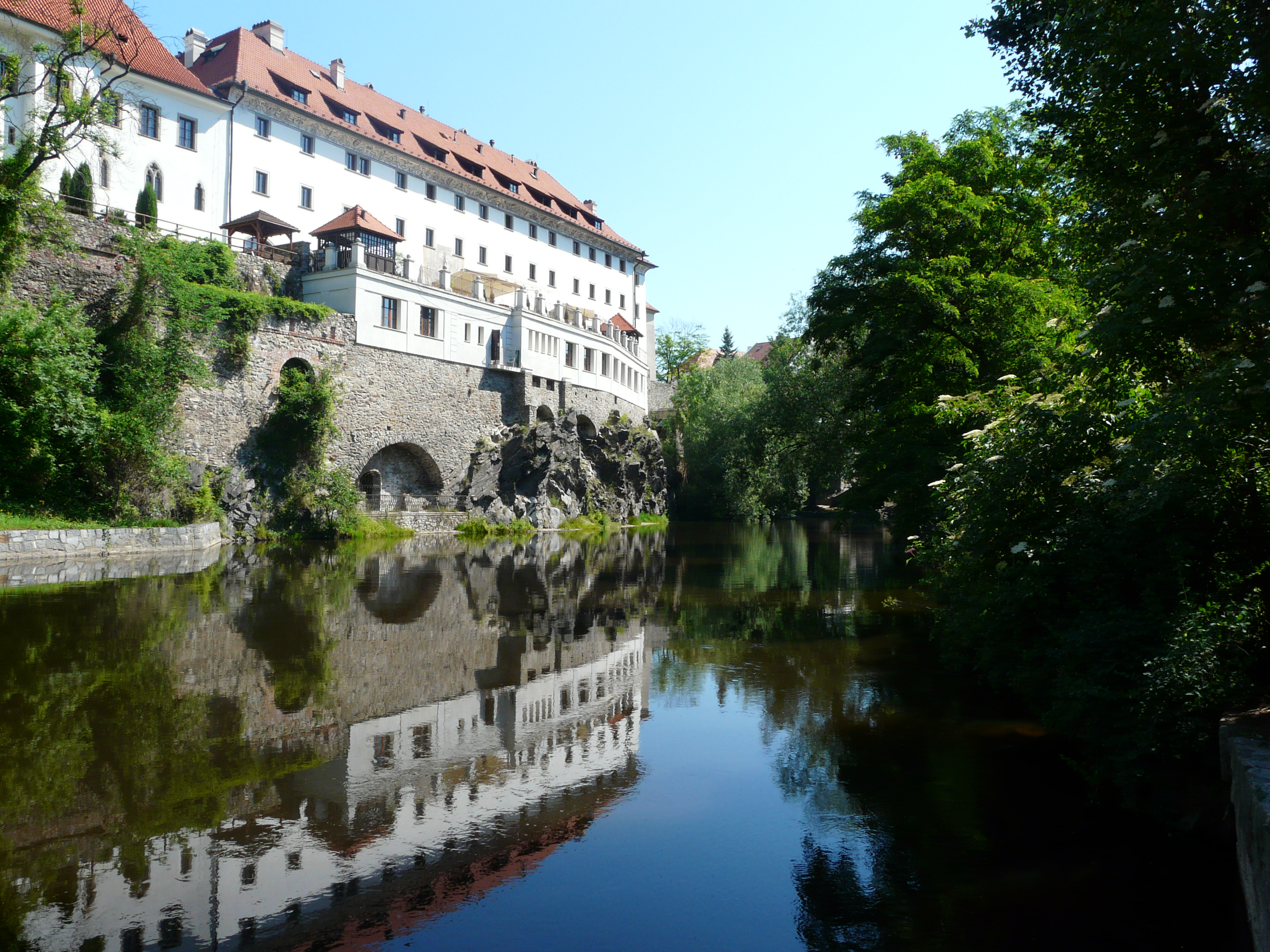
Collège jésuite sur la Vltava à Krumau

Le collège jésuite de Český Krumlov (allemand Krumlov), ville de la région de Bohême du Sud en République tchèque, était un collège des jésuites, qui a existé de 1588 à 1773. Le bâtiment est placé depuis le 3 mai 1958 sous la protection des monuments. C'est aujourd'hui un hôtel de luxe.

## Histoire

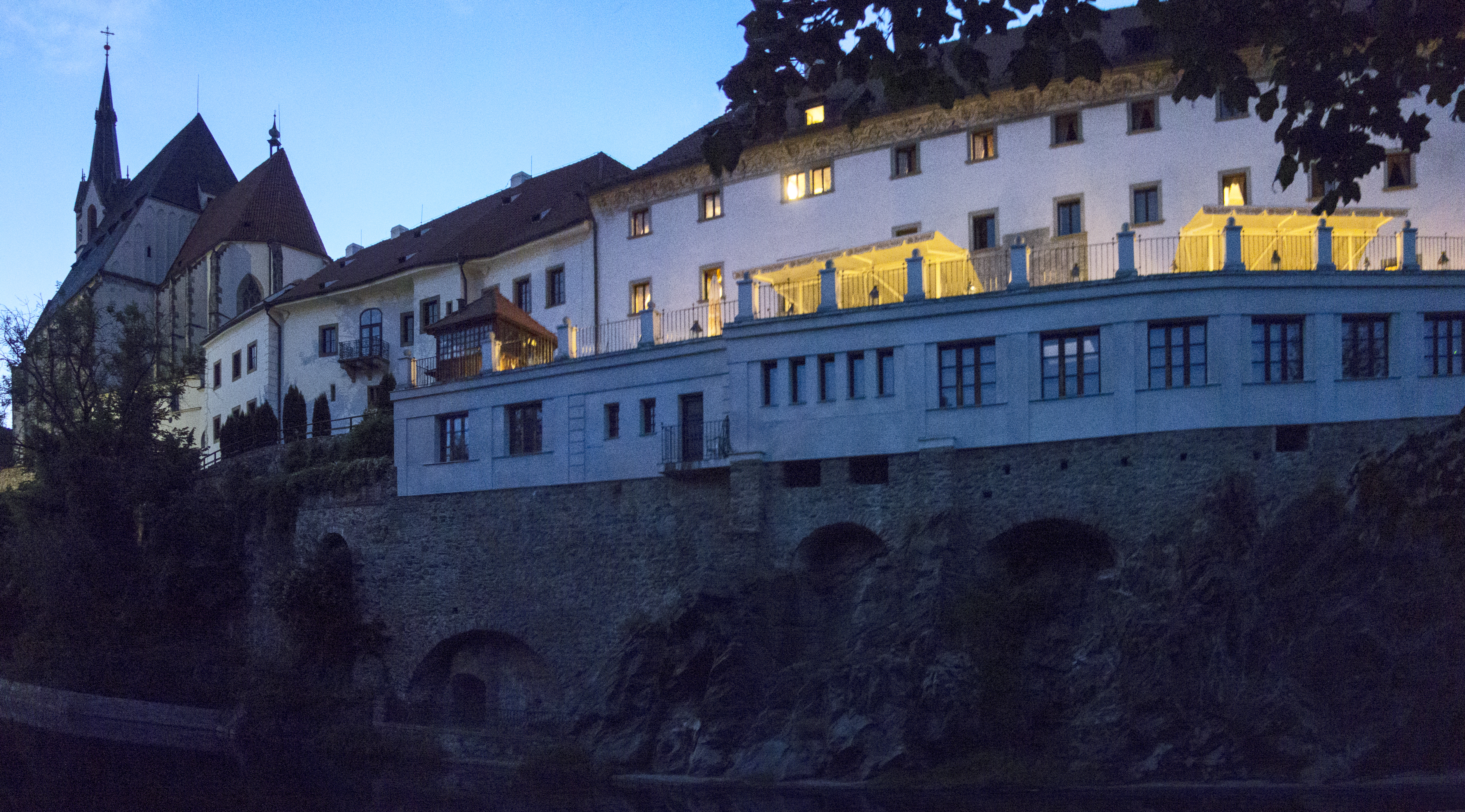
Hôtel Růže

Wilhelm von Rosenberg a appelé les jésuites à Krumau pour mettre en place un système d'enseignement supérieur dans la ville. Alexander Vojt, recteur du Clementinum à Prague, a rédigé les plans du collège, que Baldassare Maggi a construit en 1586-1588 après avoir démoli six maisons de ville médiévales. Les poutres et les planches nécessaires à cela ont été flottées sur la Vltava par des bûcherons de Rožmberk et Loučovice, la chaux est venue de Chvalšiny, les clous, la tôle et le fer ont été livrés de la ville autrichienne de Freistadt .
Afin d'accéder aux jardins des Jésuites sur l'autre rive de la Vltava, un pont suspendu a été construit en 1591, qui a été détruit par une tempête en 1638. En 1663, un pont en bois couvert a été construit, que l'on peut voir sur les vieux paysages urbains. Après la dissolution du monastère en 1773, le pont a été vendu aux enchères et retiré. 
L'église collégiale initialement prévue n'a pas été construite, mais Wilhelm von Rosenburg a laissé l'église Saint-Guy aux jésuites. En 1601, un couloir couvert d'un étage de la largeur de « quatre hommes » fut creusé dans le roc derrière la prélature voisine afin de pouvoir se rendre directement du collège des Jésuites à l'église Saint-Guy. 
Après l'abolition de l'ordre des Jésuites en 1773, le bâtiment a servi de caserne jusqu'en 1887. En 1889, la Sparkasse tchèque acquit l'ancien collège et ouvrit l'hôtel Růže (« Hôtel Rose »), auquel en 1906 l'aile du théâtre était rattachée.  Dans les années 1960, l'hôtel a été fermé pour cause de délabrement, et de 1980 à 1991, il a été largement restauré et rouvert.

## Bâtiment
Le bâtiment de quatre ailes et trois étages est orné de sgraffites Renaissance côté rue et dans la cour intérieure allongée. Un escalier en colimaçon mène à l'ancienne salle de théâtre.
Sur la façade de la cour intérieure se trouvent les armoiries des seigneurs de Rosenberg et des seigneurs de Pernstein ( Polyxena von Pernstein-Lobkowicz était la quatrième épouse de Wilhelm von Rosenberg) ainsi que le symbole de l'ordre des Jésuites.

## Mobilier
La pharmacie baroque du milieu du XVIIe siècle après l'abolition de l'ordre des Jésuites a été vendu à Jean de Schwarzenberg et est aujourd'hui exposé au Musée régional de Českém Krumlově  .

## Personnalités
- Le professeur le plus célèbre du collège était Bohuslav Balbín (1621-1688).
- Le jésuite Kaspar Knittel (1644-1702) enseignait entre autres dans ce collège jésuite.
- Le pharmacien et botaniste Jiri Josef Camel (1661-1706), qui a donné son nom à l'espèce végétale de camélia, a travaillé de janvier 1686 à avril 1987 dans la pharmacie du collège.

## Voir également
- école jésuite
- Collège des Jésuites de Kutná Hora

## Littérature
- Pavel Vlček : Český Krumlov. Centre historique. Série UNESCO České dědictí. 2016, pp. 129-131 (tchèque, édition anglaise disponible).